# Trionymus interjecti
Trionymus interjecti är en insektsart som beskrevs av Bueker 1931. Trionymus interjecti ingår i släktet Trionymus och familjen ullsköldlöss. Inga underarter finns listade i Catalogue of Life.